# Ленинский план монументальной пропаганды
Монументальная пропаганда (также ленинский план «монументальной пропаганды») — выдвинутая в 1918 году В. И. Лениным программа развития монументального искусства и его мобилизация в качестве важнейшего агитационного средства революции и коммунистической идеологии. План монументальной пропаганды в широком масштабе обеспечил скульпторов государственными заказами на городские монументы и тем самым явился прямым стимулом для самобытного развития советской скульптурной школы.

## Разработка плана

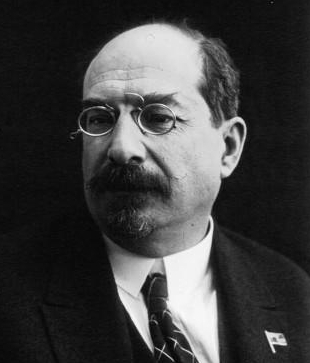
Нарком просвещения РСФСР
А. В. Луначарский

По воспоминаниям А. В. Луначарского, выдвинутая весной 1918 года В. И. Лениным идея монументальной пропаганды восходит к утопическому сочинению итальянского философа Томмазо Кампанеллы (1568—1639) «Город Солнца». Одной из заинтересовавших Ленина идей Кампанеллы было украшение городских стен фресками, «которые служат для молодёжи наглядным уроком по естествознанию, истории, возбуждают гражданское чувство — словом, участвуют в деле образования, воспитания новых поколений». Луначарский так передавал слова Ленина:

Я назвал бы то, о чём я думаю, монументальной пропагандой.<…> Наш климат вряд ли позволит фрески, о которых мечтает Кампанелла.<…> В разных видных местах на подходящих стенах или на каких-нибудь специальных сооружениях для этого можно было бы разбросать краткие, но выразительные надписи, содержащие наиболее длительные коренные принципы и лозунги марксизма, также, может быть, крепко сколоченные формулы, дающие оценку тому или другому великому историческому событию.<…> О вечности или хотя бы длительности я пока не думаю. Пусть всё это будет временно. Ещё важнее надписей я считаю памятники: бюсты или целые фигуры, может быть, барельефы, группы.

Луначарский включил ленинские замыслы в свой доклад, который он сделал 11 апреля 1918 года на заседании ВЦИК. На следующий день, 12 апреля 1918 года, Ленин, Луначарский и Сталин подписали декрет СНК «О памятниках Республики», который предписывал Особой комиссии из народных комиссаров по просвещению и имуществ и заведующего Отделом изобразительных искусств Наркомпроса в срок до 1 мая 1918 года:
- определить список и снять памятники, не представляющие исторической и художественной ценности, воздвигнутые «в честь царей и их слуг»;
- организовать конкурс на проекты памятников, «долженствующих ознаменовать великие дни Российской социалистической революции» и установить первые модели памятников «на суд масс»;
- произвести замену надписей, эмблем, названий улиц, гербов и т. п. новыми, отражающими «идеи и чувства революционной трудовой России»;
- провести декорирование Москвы к празднованию Первого мая[3].

К обозначенному сроку — 1 мая 1918 года — исполнение декрета было фактически сорвано, чему способствовали отсутствие продуманного механизма его реализации, крайняя ограниченность во времени (менее месяца) и неопределённость вопросов финансирования мероприятий. Из запланированного осуществили лишь декорирование Москвы к Дню Интернационала — новому празднику советской России. Оформление Красной площади выполнили художники-авангардисты во главе с А. А. Весниным: башни кремля окутали красными полотнищами, а на поперечной оси площади у Сенатской башни соорудили временную трибуну. На время праздника имперские памятники закрыли чехлами, красными полотнищами и декорациями, на которых разместили эмблемы советской власти и революционные надписи.

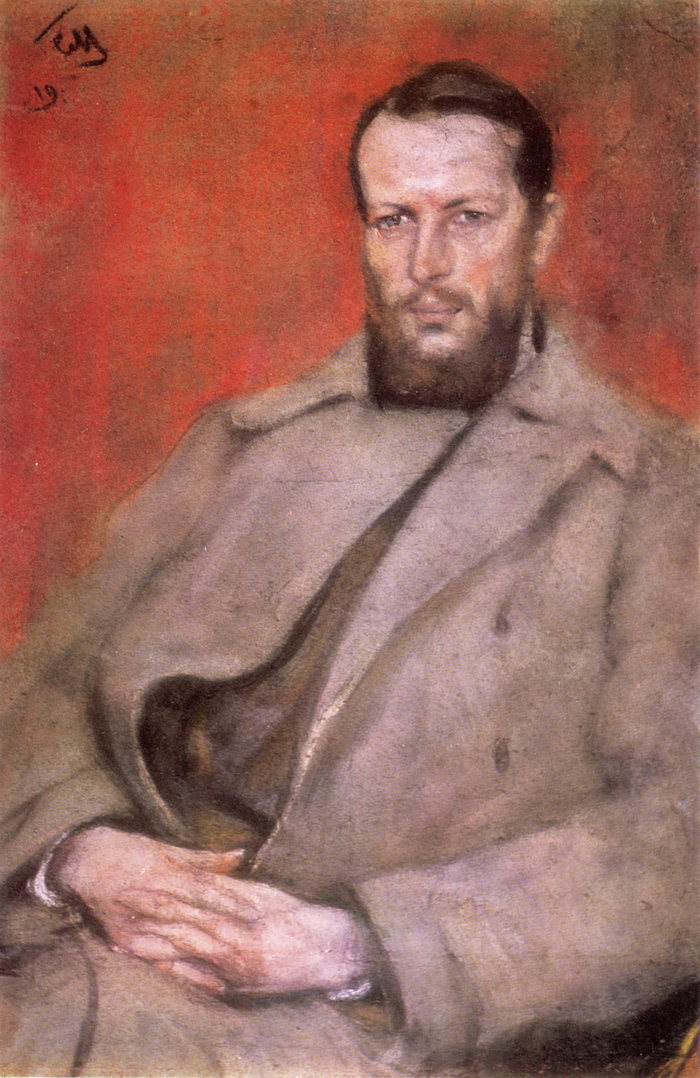
Портрет Н. Д. Виноградова кисти С. Малютина (1919)

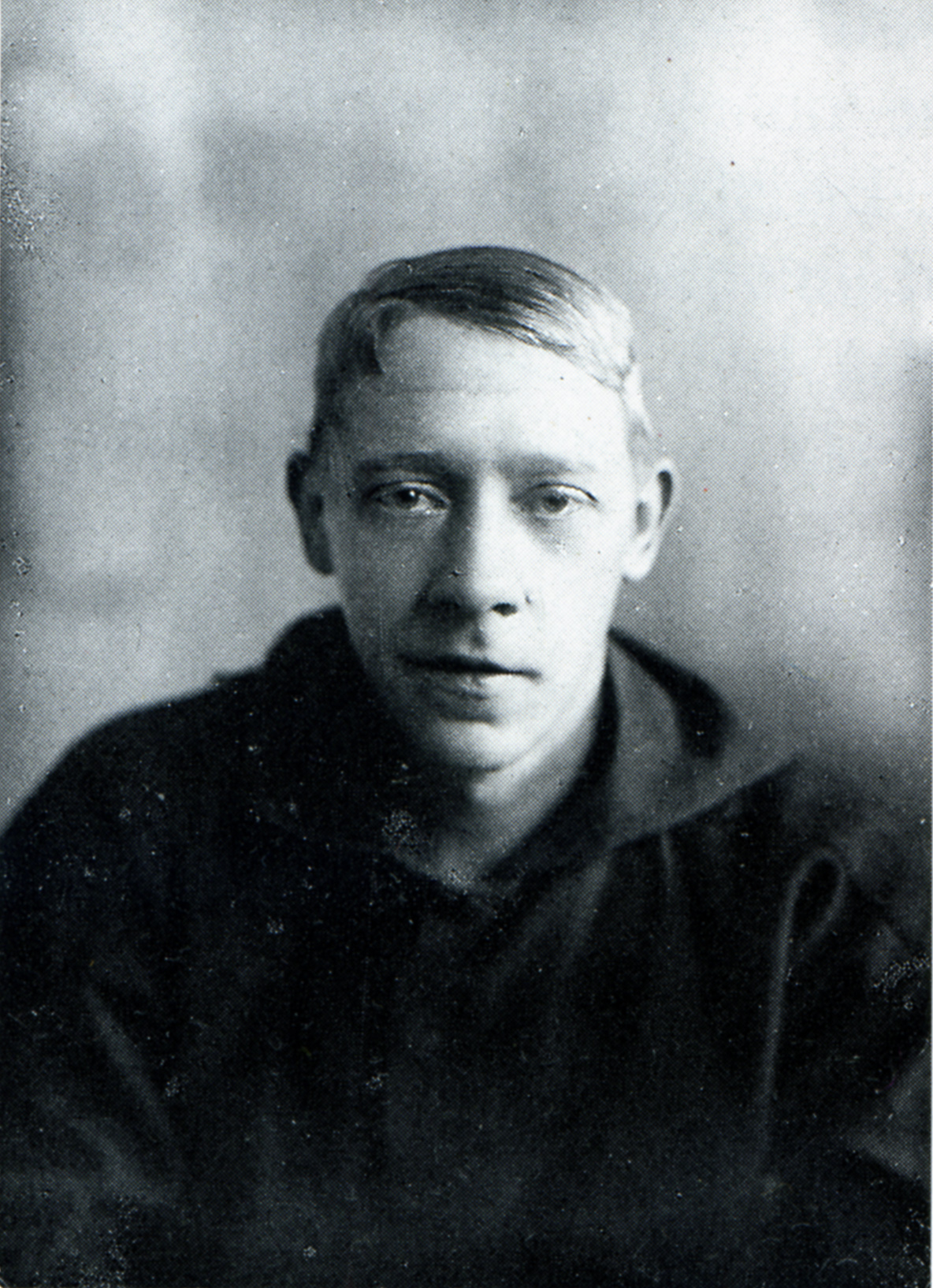
В. Е. Татлин, фото 1914—1915 годов

Одной из причин затягивания исполнение декрета была и ведомственная неразбериха. Так, Отдел изобразительных искусств (ИЗО) Наркомпроса, руководитель которого согласно декрету должен был войти в Особую комиссию, был создан лишь 22 мая 1918 года. Другие члены комиссии — народный комиссар просвещения Луначарский и народный комиссар имуществ П. П. Малиновский — не могли договориться о совместных действиях. Летом ситуация осложнилась из-за личной неприязни между Луначарским и Малиновским, вызванной ликвидацией Народного комиссариата имуществ республики и передачей его функций в ведение Наркомпроса; Малиновский возглавил Моссовет, с которым, согласно декрету, Особая комиссия должна была согласовывать свои действия по установке памятников. Затягивание реализации декрета вызвало резкую критику со стороны Ленина: «Удивлён и возмущен бездеятельностью Вашей и Малиновского в деле подготовки хороших цитат и надписей на общественных зданиях Питера и Москвы» — писал он Луначарскому; вопрос о ходе исполнении декрета Ленин неоднократно поднимал на заседаниях СНК. Луначарский в ответ жаловался, что с Моссоветом невозможно договориться, и просил возложить ответственность за исполнение декрета на одно из ведомств — либо Наркомпрос, либо Моссовет.
Координацию работы по установке памятников в рамках реализации поставленных декретом задач была поручена Н. Д. Виноградову, заместителю П. П. Малиновского в наркомате имуществ, а после расформирования наркомата и перехода Малиновского в Моссовет — руководителю отдела ИЗО Моссовета. Архитектора Виноградова пригласил на работу Малиновский, сам по образованию архитектор, много строивший в дореволюционное время. Однако, по словам Виноградова, мандат на осуществление руководства установкой памятников ему вручил лично В. И. Ленин. От Наркомпроса работу координировали начальник отдела ИЗО Д. П. Штеренберг (в Москве) и В. Е. Татлин (в Петрограде). Особые полномочия Виноградова, который нередко делал доклады напрямую Ленину, усугубляли межведомственный конфликт; по мнению Татлина, Виноградов на встречах с Лениным освещал ход работы по установке памятников тенденциозно.
17 июля 1918 года заседание СНК под председательством Ленина обсудило вопрос «О постановке в Москве 50 памятников великим людям в области революционной и общественной деятельности, в области философии, литературы, науки и искусства» и одобрило докладную записку Луначарского о постановке памятников, в которой, в частности говорилось: «Вся трудность осуществления этой идеи заключается в том, чтобы скорость воплощения её не могла пойти за счёт художественной стороны, ибо государство, каковым оно сейчас является, не может и не должно явиться инициатором дурного вкуса».
30 июля 1918 года на заседании СНК был рассмотрен составленный под руководством Луначарского «Список лиц, коим предложено поставить монументы в г. Москве и других городах Рос. Соц. Фед. Сов. Республики»; 2 августа окончательный список за подписью Ленина опубликовали в «Известиях ВЦИК». Список был разбит на 6 частей и содержал 66 фамилий:
| I. Революционеры и общественные деятели: |
| 1. Спартак. 2. Тиберий Гракх. 3. Брут. 4. Бабёф. 5. Маркс. 6. Энгельс. 7. Бебель. 8. Лассаль. 9. Жорес. 10. Лафарг. 11. Вальян. 12. Марат. 13. Робеспьер. 14. Дантон. 15. Гарибальди. 16. Степан Разин. 17. Пестель. 18. Рылеев. 19. Герцен. 20. Бакунин. 21. Лавров. 22. Халтурин. 23. Плеханов. 24. Каляев. 25. Володарский. 26. Фурье. 27. Сен-Симон. 28. Роб. Оуэн. 29. Желябов. 30. Софья Перовская. 31. Кибальчич. |
| II. Писатели и поэты: |
| 1. Толстой. 2. Достоевский. 3. Лермонтов. 4. Пушкин. 5. Гоголь. 6. Радищев. 7. Белинский. 8. Огарёв. 9. Чернышевский. 10. Михайловский. 11. Добролюбов. 12. Писарев. 13. Глеб Успенский. 14. Салтыков-Щедрин. 15. Некрасов. 16. Шевченко. 17. Тютчев. 18. Никитин. 19. Новиков. 20. Кольцов. |
| III. Философы и ученые: |
| 1. Сковорода. 2. Ломоносов. 3. Менделеев. |
| IV. Художники: |
| 1. Рублёв. 2. Кипренский. 3. Алекс. Иванов. 4. Врубель. 5. Шубин. 6. Козловский. 7. Казаков. |
| V. Композиторы: |
| 1. Мусоргский. 2. Скрябин. 3. Шопен. |
| VI. Артисты: |
| 1. Комиссаржевская. 2. Мочалов. |

На том же заседании СНК впервые был рассмотрен вопрос о финансировании создания памятников: за бумажный макет было решено платить скульпторам 700 руб., за скульптурный макет — 1000 руб.. При участии председателя московского профсоюза скульпторов и члена художественной коллегии ИЗО Наркомпроса С. Т. Конёнкова был определён список из 50 скульпторов, которым выплатили равный гонорар и заказали изготовление памятников.

## Разрушение дореволюционных памятников

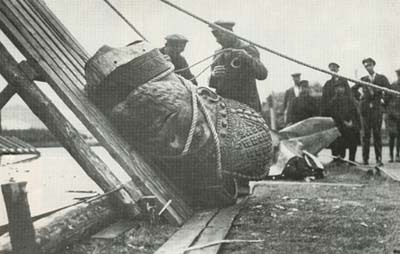
Разрушение памятника Александру III в Москве

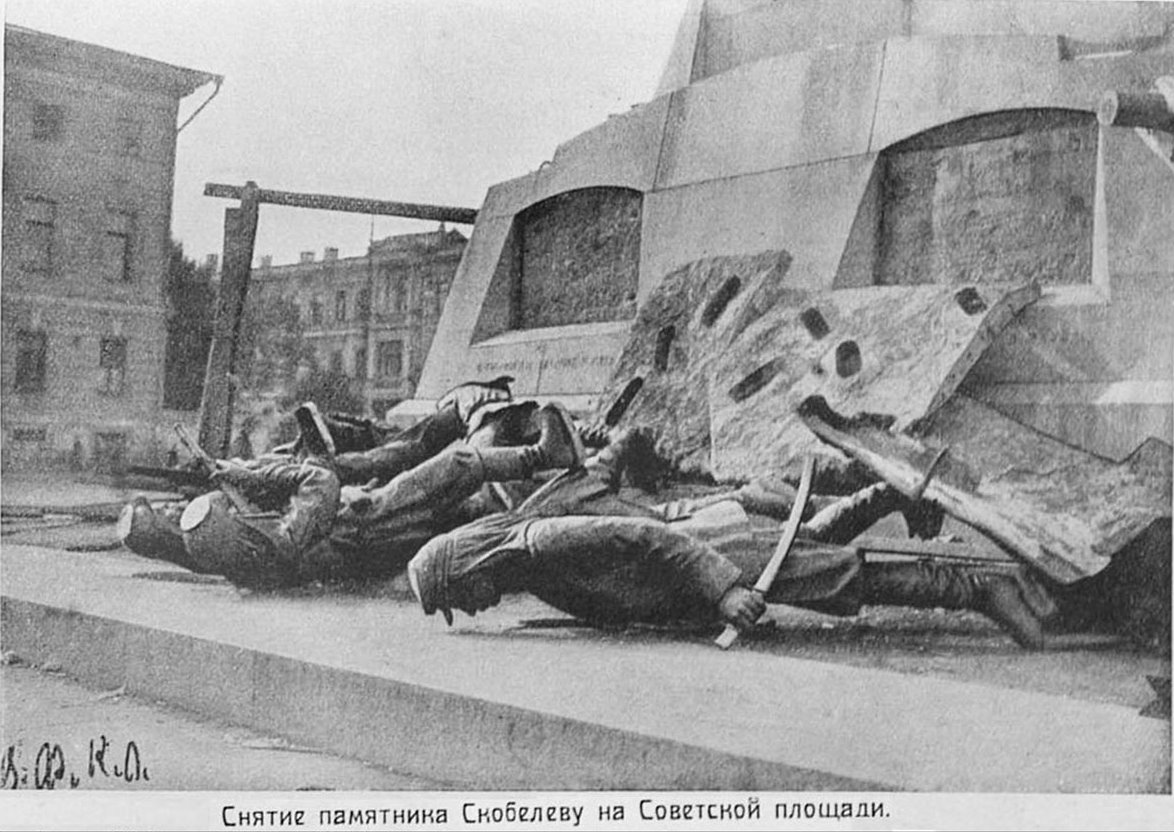
Снос памятника Скобелеву

Разрушение дореволюционных памятников началось в стране ещё до издания декрета «О памятниках республики». Так, после Февральской революции в марте 1917 года был сброшен с пьедестала памятник Столыпину. Перед сносом революционеры организовали над памятником защитника самодержавия «народный суд», а для сноса было использовано сооружение, напоминающее виселицу. В то же время в Екатеринославе сбросили памятник Екатерине II.
Ленинский план монументальной пропаганды начал реализовываться в Москве уже 1 мая 1918 года — в ходе субботника по расчистке города от завалов и разрушений одним из первых был снесён памятный крест в Кремле на месте убийства великого князя Сергея Александровича, выполненный в 1908 году по проекту В. М. Васнецова; в сносе памятника лично участвовал В. И. Ленин. Весной того же года со сноса скульптуры императора начали разборку кремлёвского памятника Александру II; окончательно памятник, представляющий собой крупное архитектурное сооружение, скреплявшее склон Боровицкого холма, снесли в 1928 году.
Летом того же года по частям разобрали фигуру императора памятника Александру III у Храма Христа Спасителя. Процесс разборки грандиозного памятника потребовал составления специального проекта, к которому привлекли архитектора Д. П. Осипова. Работы растянулись на несколько месяцев и были намеренно театрализованы: бронзовая статуя императора расчленялась по частям, начиная с мантии, рук со скипетром и державой и головы в короне; последней демонтировали ногу в сапоге. Весь процесс снимался на фото и киноплёнку и демонстрировался по стране. Оставшийся постамент долгое время рассматривали как будущее основание памятника «Освобождённому труду». 1 мая 1920 года на закладке нового памятника выступил В. И. Ленин; позднее на постаменте появилась надпись «Здесь будет воздвигнут памятник „Освобождённый труд“, который заложил Ленин 1 мая 1920 г.» На создание памятника был проведён конкурс, модели монументов выставлялись весной 1920 года во дворе Музея изящных искусств, лишённого имени Александра III.
В число «царских слуг» попал герой Русско-турецкой войны генерал М. Д. Скобелев, памятник которому установили в 1912 году на Тверской площади, тогда же получившей название Скобелевской. Как писали газеты, снос памятника начался летом 1918 года, якобы по инициативе рабочих завода Гужона (позднее «Серп и Молот»), без всякого принуждения со стороны новой власти; о ходе сноса памятника Скобелеву регулярно докладывали В. И. Ленину

## Установка новых памятников и других объектов пропаганды
В список были включены не только имена революционеров и крупных общественных деятелей, но и великих деятелей русской и зарубежной культуры (поэтов, философов, ученых, художников, композиторов, актеров) — всего 70 имен. Кроме памятников отдельным лицам, план монументальной пропаганды предполагал также установку монументальных аллегорических композиций. Четкой границы завершения работ над проектами монументальной пропаганды не существует. Как отмечается в Большой Советской энциклопедии, «в широком смысле вся история советского монументального искусства представляет собой продолжение ленинского плана монументальной пропаганды».
Для осуществления «плана» были привлечены известные скульпторы Москвы, Петрограда и других городов. Тем самым был дан мощный стимул к развитию скульптуры. Государственный заказ на монументальную скульптуру сыграл важную роль в определении магистрального направления советской скульптуры: преобладание городских монументов, общественная значимость как руководящий критерий при выборе тематики, патриотизм, эмоциональная сдержанность, героическое содержание, обобщенность и идеализация образов, порой излишний пафос, грандиозность масштабов и замыслов.

Об оптимистическом настрое среди скульпторов в связи с планом «монументальной пропаганды» свидетельствуют воспоминания старейшего русского скульптора Л. Шервуда: «… Я был не только обрадован, но и изумлён тем, что, несмотря на громадные материальные лишения, которые мы тогда испытывали, молодому советскому государству понадобилась скульптура, потребность в которой всегда связывалась с избытком средств индивидуального заказчика или общественной организации. Теперь, конечно, для нас понятно, что ленинский план „монументальной пропаганды“ был органически связан с великим делом культурной революции, с колоссальной перестройкой человеческого сознания, которую сделали возможной великие дни Октября».

В условиях экономического кризиса, вызванного проводимой большевиками политики военного коммунизма, для полноценной реализации «плана» не хватало материальных ресурсов. Приходилось идти на компромиссы и ухищрения: использовать недолговечные материалы (гипс, бетон, дерево). Поэтому первые памятники создавались как временные, и предполагалось лучшие из них впоследствии перевести в «вечные» материалы. Для того, чтобы придать бетонной скульптуре благородный вид, скульптор Н. А. Андреев добавлял мраморную крошку в качестве заполнителя для бетонной смеси. Бетон с мраморной крошкой внешне был очень похожим на камень, так что немногие могли их отличить, но как скульптурный материал он всё же оставался трудным для обработки и очень непрочным. Финансовые трудности не останавливали процесс выработки и установления городских монументов. Ленин лично занимался вопросами финансирования проектов, так как «монументальная пропаганда», как отметил Шервуд, была одним из важнейших мероприятий в деле культурной революции. С упрочением хозяйственного положения Советской России в 1922 году появляются памятники из прочных материалов, сохраняющихся длительное время. Первые пореволюционные бронзовые памятники в Москве датируются 1924 годом.
В проектах, выполненных по плану «монументальной пропаганды», принимали участие скульпторы и архитекторы ставшие впоследствии известными мастерами советского искусства: Борис Королёв, Сергей Конёнков, Вера Мухина, Карл Зале, Александр Матвеев, Эрнест Шталберг, Сергей Меркуров, Иван Шадр, Лев Руднев, Теодор Залькалнс и другие.

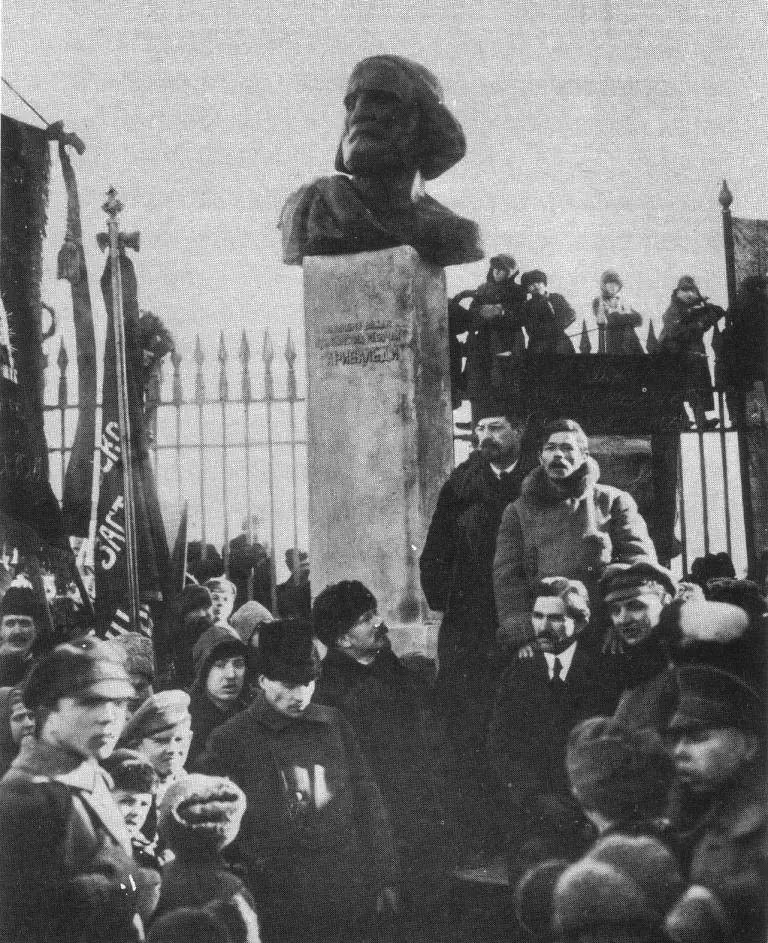
А. В. Луначарский и скульптор Карл Зале на открытии памятника Гарибальди в Петрограде, 1919 год

Также необходимо помнить об ограничивающих свойствах таких трудных для обработки материалов, как бетон, которые скульпторы весьма успешно преодолевали. И если эстетическая оценка памятников, воздвигнутых по плану «монументальной пропаганды», может быть дискуссионной, то колоссальное историческое значение плана «монументальной пропаганды» для развития советской скульптурной школы бесспорно. О выдающейся роли монументальной пропаганды для советской скульптуры писала Вера Мухина:

Работа по плану монументальной пропаганды была тем зерном, из которого проросла вся советская скульптура. Перед искусством раскрылись невиданные перспективы, оно обогатилось новыми целями. Задача, поставленная Лениным, была важна и необходима не только для народных масс, но и для нас, художников…".

Для развития скульптуры важна была также активная деятельность печатных органов по популяризации скульптурных памятников и монументов, особенно в первое время монументальной пропаганды. Открытие какого-либо памятника всегда сопровождалось рядом мероприятий по подготовке граждан к восприятию нового памятника: публиковались статьи под рубриками «Кому пролетариат ставит памятники», «Тени забытых предков» и пр.
К первой годовщине Октябрьской революции 7 ноября 1918 года на улицах и площадях Москвы было открыто 12 монументов. Наиболее значимым среди них был обелиск, посвящённый первой советской конституции, через полгода дополненный статуей свободы. По мнению некоторых исследователей, монумент Советской Конституции — одно «из лучших произведений ленинского плана монументальной пропаганды». Однако кирпичный обелиск с бетонной статуей быстро обветшал, простояв всего лишь около 20 лет; в 1941 году его снесли при расчистке площади.
За время с 1918 по 1921 год Москва получила более 25 памятников, Петроград — свыше 15.
В настоящее время монументальная пропаганда ассоциируется прежде всего со скульптурными памятниками, однако перспектива развития монументальной пропаганды не ограничивалась средствами изобразительного искусства, подразумевая широкий синтез всех искусств, включая литературу, театр и музыку (например, в организации массовых зрелищ).

## Объекты монументальной пропаганды, установленные в рамках реализации плана

### В Москве

Монумент советской конституции на Советской (Тверской) площади в Москве

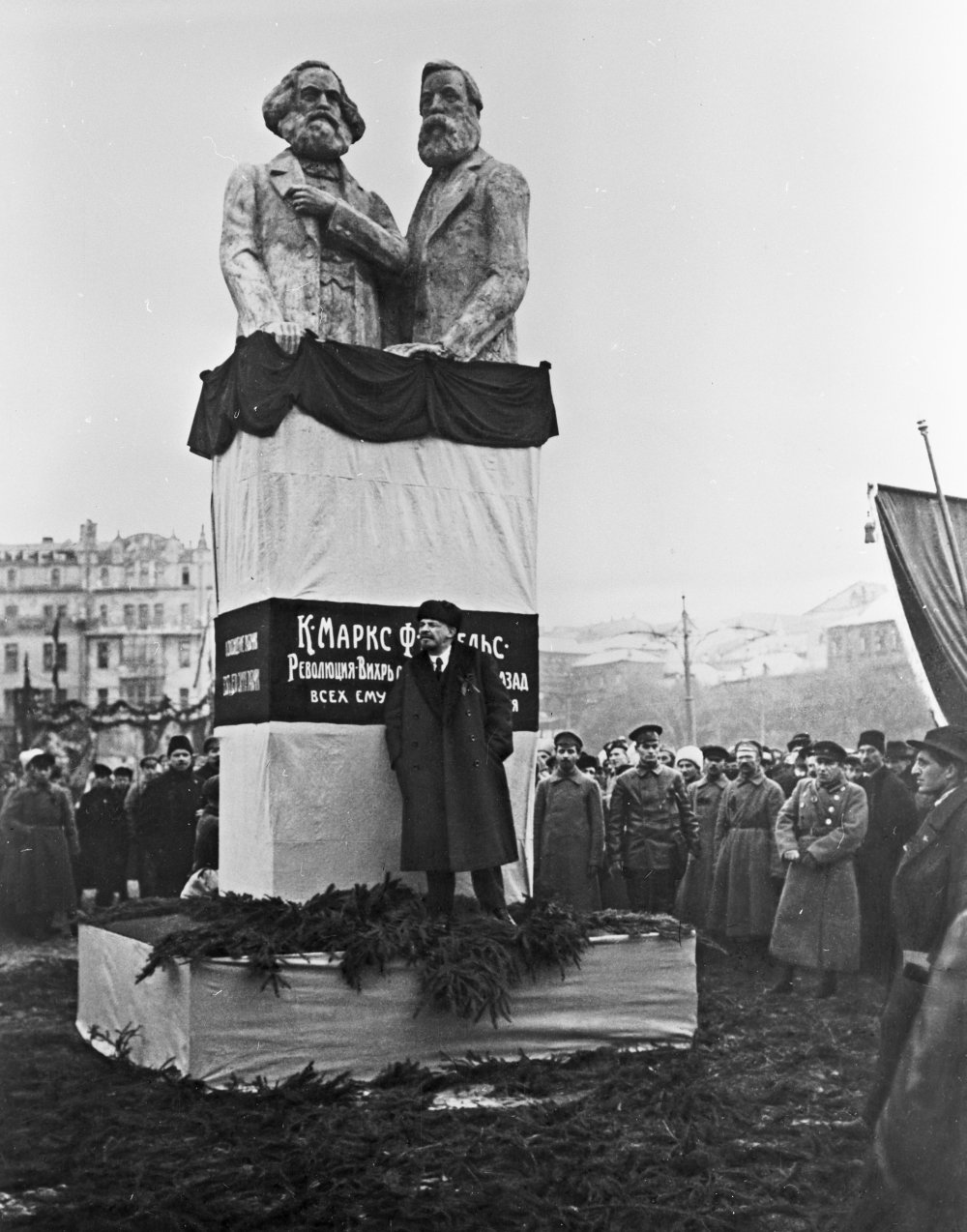
Ленин выступает на открытии памятника Марксу и Энгельсу (ск. С. А. Мезенцев). 7 ноября 1918 года. Москва

- Памятник К. Марксу и Ф. Энгельсу, скульптор С. А. Мезенцев[30] (7 ноября 1918, площадь Революции), не сохранился[сн 2];
- Памятник-обелиск выдающимся мыслителям и деятелям борьбы за освобождение трудящихся (7 ноября 1918, Александровский сад; переделан обелиск С. А. Власьева, установленный в 1914 году в ознаменование 300-летия царствования Дома Романовых), не сохранился (возвращён первоначальный вид с неточностями в передаче оригинальных изображений);
- Мемориальная доска «Павшим за мир и братство народов», скульптор С. Т. Конёнков (7 ноября 1918[30], Сенатская башня Кремля);
- Монумент советской конституции (1918, архитектор Д. П. Осипов; 1919, скульптор Н. А. Андреев), не сохранился[31];
- «Мысль», скульптор С. Д. Меркуров (1918, Цветной бульвар), перенесён на Новодевичье кладбище на могилу скульптора;
- Памятник К. Марксу, скульптор Б. В. Лавров (1918—1919, Садовая-Триумфальная улица), не сохранился;
- Памятник К. Марксу (1918—1919, Ульяновская улица), не сохранился;
- Памятник А. Н. Радищеву, скульптор Л. В. Шервуд[32] (6 октября 1918[33], Триумфальная площадь), в фондах музея архитектуры им. Щусева;
- Памятник Робеспьеру, скульптор Б. Ю. Сандомирская (1918, Александровский сад), не сохранился;
- Памятник А. В. Кольцову, скульптор С. А. Сырейщиков (ноябрь 1918, Театральная площадь у Китай-городской стены[34]), не сохранился;
- Памятник И. С. Никитину, скульптор А. Н. Блажиевич (3 ноября 1918, Театральная площадь, у Китайгородской стены[33]), не сохранился;
- Памятник Т. Г. Шевченко, скульптор С. М. Волнухин (1918, Рождественский бульвар), не сохранился;
- Памятник И. П. Каляеву, скульптор Б. В. Лавров (1918, перед Александровским садом), не сохранился;
- Памятник С. Н. Халтурину, скульптор С. С. Алёшин (1918, Миусская площадь), не сохранился;
- Памятник С. Л. Перовской, скульптор И. Ф. Рахманов (1918, Миусская площадь), не сохранился;
- Памятник Ф. М. Достоевскому, скульптор С. Д. Меркуров (1918, Цветной бульвар), перенесён к зданию больницы им. Достоевского;
- Памятник М. Е. Салтыкову-Щедрину, скульптор А. Н. Златовратский (1918, Верхняя Таганская площадь), не сохранился;
- Памятник Ж. Жоресу, скульптор С. Н. Страж (1918, Новинский бульвар), не сохранился;
- Памятник Г. Гейне (1918, Страстной бульвар), не сохранился;
- Памятник Э. Верхарну (1918, Страстной бульвар), не сохранился;
- Памятник М. А. Бакунину, скульптор Б. Д. Королёв (конец 1919[30], Тургеневская площадь), не сохранился;
- Памятник «Степан Тимофеевич Разин с ватагою», скульптор С. Т. Конёнков (1919, Красная площадь, на Лобном месте)[35];
- Памятник Ж. -Ж. Дантону, скульптор Н. А. Андреев (1919, площадь Революции), не сохранился;
- Памятник Ж. -П. Марату, скульптор А. Я. Имханицкий (1919, Симонова слобода), не сохранился;
- Памятник «Восстания 1905 г.» (1920, Краснопресненская площадь)[36];
- Рельеф «Рабочий», скульптор М. Г. Манизер (1921, улица Петровка, на стене Петровского пассажа);
- Памятники Герцену и Огарёву на Моховой улице
  - Памятник А. И. Герцену, скульпторы Н. А. Андреев и В. А. Андреев, архитектор В. Д. Кокорин (1922, Моховая улица, 11, перед зданием университета)[37];
  - Памятник Н. П. Огарёву, скульпторы Н. А. Андреев и В. А. Андреев, архитектор В. Д. Кокорин (1922, Моховая улица, 11, перед зданием университета)[37];
- Памятная доска погибшим при взрыве МК партии 15 сентября 1919 года, архитектор В. М. Маят (1922, Леонтьевский переулок, на стене дома № 18)[36];
- Памятник К. А. Тимирязеву, скульптор С. Д. Меркуров, архитектор Д. П. Осипов (1923, Никитские ворота);
- Бюсты К. Маркса на Девичьем поле и в Староконюшенном переулке (у дома № 16)[36], не сохранились;
- Медальон с профильным изображением Герцена работы Н. Андреева (на столбе ворот Литературного института им. А. М. Горького — Тверской бульвар, д. 25);

Помимо памятников в рамках реализации плана монументальной пропаганды 1918—1920-х годах на стенах многих общественных зданий были размещены надписи агитационного характера, нередко сопровождавшиеся сюжетно-символическими рельефами и рисунками. Некоторые из надписей:

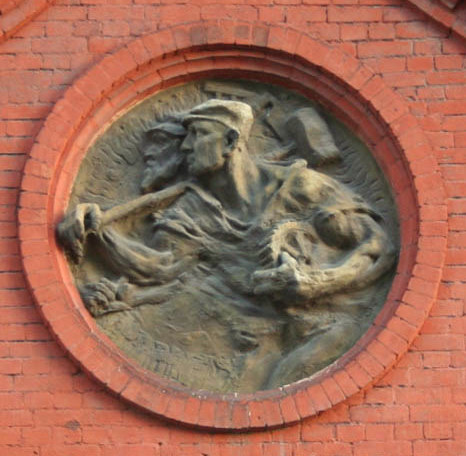
Рельеф на фасаде Центрального музея В. И. Ленина в Москве, скульптор Г. Д. Алексеев

- «Религия — опиум для народа» — на здании 2-го дома Советов (бывш. Городской думы), на месте вынутой стенной иконы. Фронтон того же здания получил девиз: «Революция — вихрь, отбрасывающий назад всех сопротивляющихся»; прежний герб Москвы заменён рельефом-тондо с изображением рабочего и крестьянина (скульптор Г. Д. Алексеев)[сн 3];
- Доска с надписью «Уважение к древности есть несомненно один из признаков истинного просвещения» (архитектор С. Е. Чернышёв[38]) — на правой части фасада здания Исторического музея;
- «Все наши надежды покоятся на тех людях, которые сами себя кормят» с изображением рабочего, тянущего огромное колесо — на здании типографии Коминтерна (бывш. Рябушинского «Утро России») в Большом Путинковском переулке;
- слова П. А. Кропоткина «Обществу, где труд будет свободным, нечего бояться тунеядцев», с барельефом Кропоткина — на здании Малого театра, со стороны Театрального проезда;
- «Творите будущее, стремитесь к нему, работайте для него, приближайте его, переносите из него в настоящее, сколько можно перенести» — развёрнутый свиток на правой колонне портика Большого театра;
- «Кто чувствует, что на его стороне право, тот должен итти напролом» и архаизированная фигура человека с палкой на здании Большого театра со стороны Петровки; та же надпись с изображением толпы движущихся вооружённых людей — на здании Бутырской тюрьмы; та же надпись на стене дома № 4 на Бакунинской улице, с изображением женщины, протягивающей руку сидящему узнику с разорванными цепями (скульптор В. Червяков[39]);
- «Слава угнетённым, лишённым солнца, дарующим свет и тепло», с изображением лежащего на спине горнорабочего, который долбит киркой горную породу (скульптор Г. Д. Алексеев[39])— на здании быв. типографии Кушнерёва на Пименовской улице;
- Стилизованное под античность изображение с изречением Цицерона на стяге «Когда Сократа спросили, откуда он родом, он сказал, что он гражданин всего мира, он считает себя жителем и гражданином вселенной» (архитектор Э. И. Норверт[39]) — на здании Манежа;
- Рельеф, изображающий опершегося на плечо женщины старика, указывающего рукой на виднеющийся вдали на скале греческий храм, слова Л. Н. Толстого «Искусство есть одно на средств, которые служат об’единению людей» (скульптор А. Н. Златовратский[39]) — на здании Московского почтамта на Мясницкой улице;
- «Дело науки — служить людям» — на «старом» здании Университета на Моховой улице;
- «Наука трудящимся» — на круглом фронтоне здания бывшей Университетской церкви на Моховой улице;
- Изображение Самсона, разрушающего храм — на угловой башне ограды Главного управления архивов, угол Моховой улицы и Воздвиженки;
- Доска-рельеф с изображением разрушенной стены и надписью «Дух разрушения — созидающий дух» — на Китайгородской стене, у Варварских ворот; та же надпись на доске «Пробивающий туннель» (скульптор И. С. Ефимов[39])— на здании НКПС (быш. Запасной дворец);
- «Ум не терпит неволи», с изображением мальчика, машущего куском ткани — на углу ограды бывш. Вдовьего дома на площади Восстания;
- «И вижу всюду заговор богачей, ищущих своей собственной выгоды под именем и предлогом блага» — на правом флигеле бывш. Екатерининского института на Суворовской площади;
- «Наука и искусство бескорыстно работают для блага всего человечества», с изображением композиции художника, его модели, учёных и др. — на здании бывш. конторы государственных театров, угол Большой Дмитровки и Кузнецкого переулка;
- Доска с надписью «Пролетарии всех стран, соединяйтесь» (архитектор С. Е. Чернышёв[38]) — на здании Центроархива на Бакунинской улице;
- «Война родит героев» (архитектор С. Е. Чернышёв)[38]; рельеф «Похороны героя Парижской коммуны Домбровского» (скульптор Л. В. Блезе-Манизер)[39] — на здании Реввоенсовета на Знаменке;
- «Кто не работает, тот не ест» (скульптор И. С. Ефимов) — на Гоголевском бульваре[39];
- Доска-рельеф со словами П. А. Кропоткина «Вся наша надежда покоится на тех людях, которые сами себя кормят» (скульптор А. М. Гюрджан) — на стене Рождественского монастыря.

### В Петрограде — Ленинграде

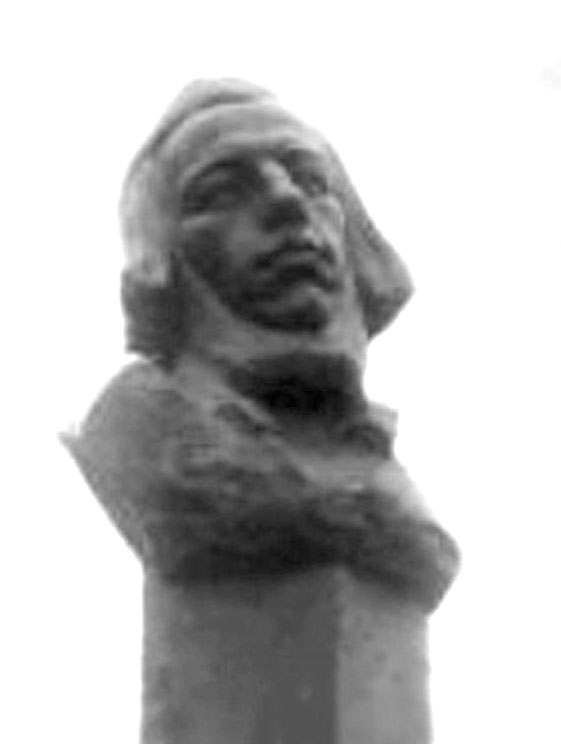
Памятник Н. А. Добролюбову

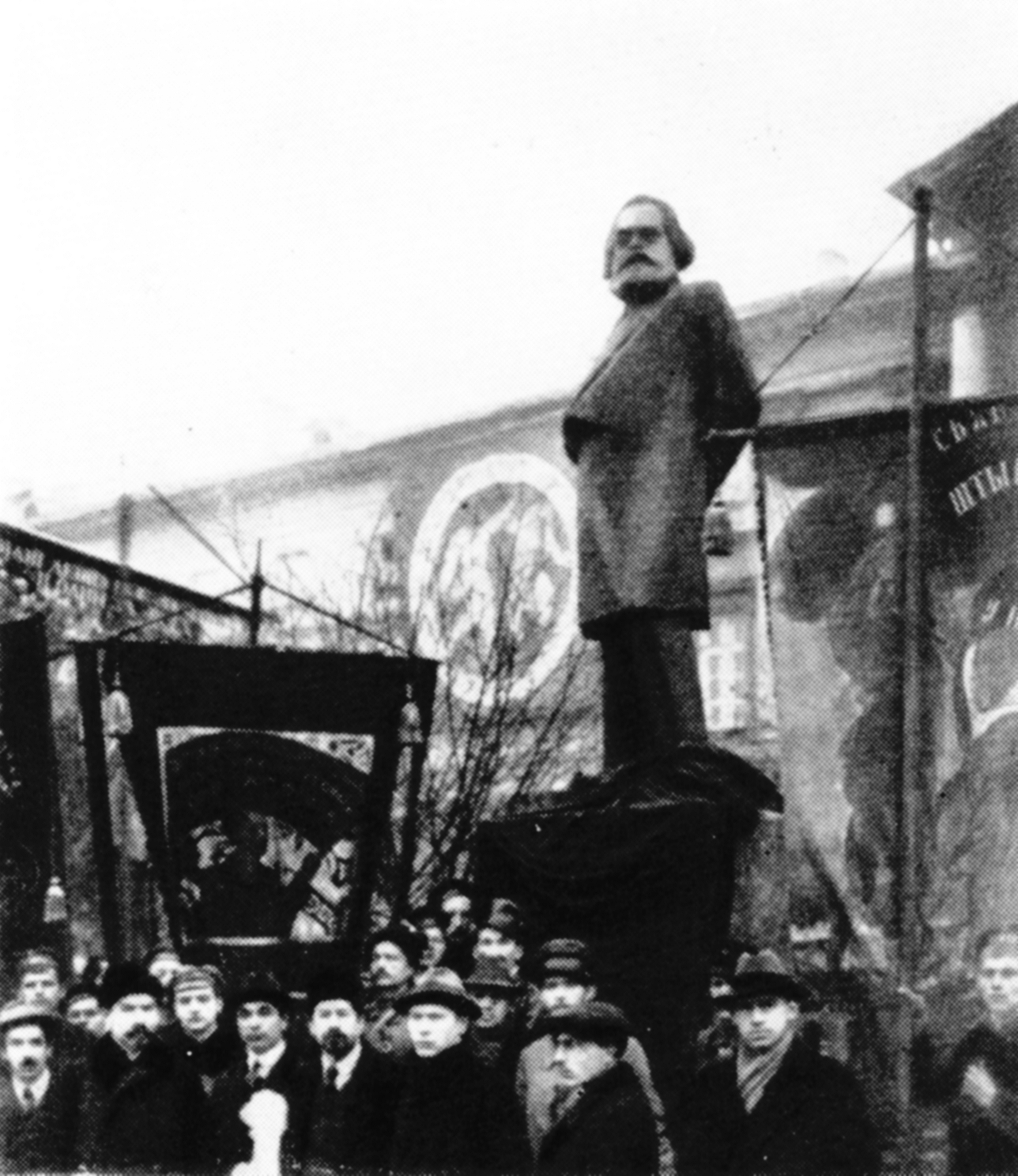
Открытие памятника К. Марксу перед Смольным, 7 ноября 1918 года

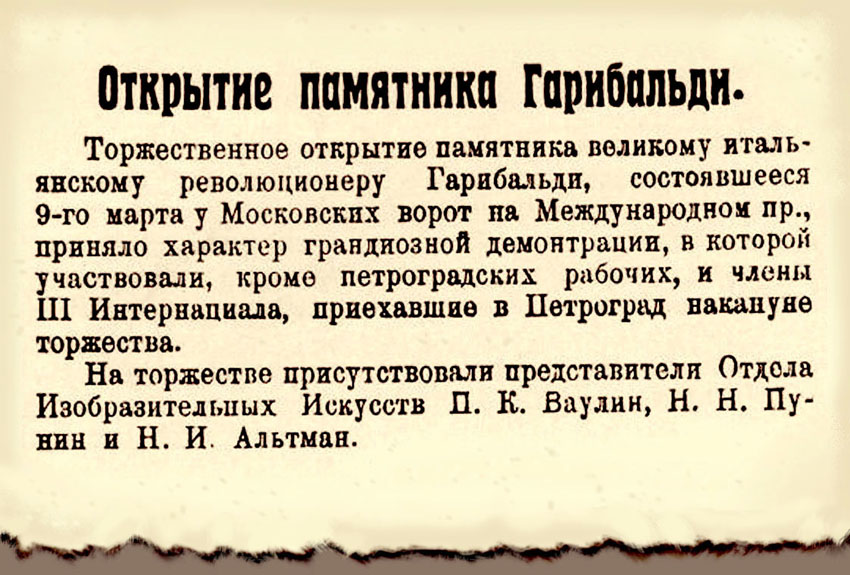
Вырезка из газеты,
Петроград, 10 марта 1919 года

- Памятник Героям Революции, архитектор Л. В. Руднев (1917—1918, Марсово поле);
- Красногвардеец (1918, 1-я линия), не сохранился;
- Памятник «Великий металлист» Михаила Блоха, созданный в стенах Дворца Труда и установленный перед этим зданием в ноябре 1918 года, был утрачен в конце 1919 года[40].
- «Освобожденный труд» («Пролетарий»), на Острове Трудящихся (Каменный остров), которая вызвала скандал своей «античной наготой»[41], о котором пишет в своих воспоминаниях художница В. М. Ходасевич, принимавшая участие в проекте[42]. Скульптор Михаил Блох, Архитектор: Фомин И. А. Открыт в июне 1920 г., утрачен в 1920-е годы[43].
- «Для отдыха трудящихся» (1920, не сохр.) на острове Трудящихся (Каменный остров). Утрачен в 1920-е гг.[44]. Скульптор Михаил Блох, Архитекторы: Фомин И. А., Троцкий Н. А. Художник: Чехонин С. В.
- Призывающий к труду (1920, Каменный остров), не сохранился;
- Памятник К. Марксу, скульптор А. Т. Матвеев[30] (7 ноября 1918[30], перед Смольным), не сохранился;
- Памятник А. Н. Радищеву, скульптор Л. В. Шервуд (22 сентября 1918[1], Дворцовая площадь), не сохранился;
- Памятник Ф. Лассалю, скульптор В. А. Синайский[30] (1918, проспект 25 Октября), не сохранился;
- Памятник Н. А. Добролюбову, скульптор К. Зале[30] (1918, у Тучкова моста), не сохранился, разрушен наводнением 23 сентября 1924 года;
- Памятник Г. Гейне (1918, Университетская линия), не сохранился;
- Памятник Т. Г. Шевченко, скульптор И. Х. Тильберг[30] (1918, улица Красных Зорь), не сохранился;
- Памятник С. Л. Перовской, скульптор О. Гризелли[30] (1918, площадь Восстания), не сохранился;
- Памятник В. Володарскому (1918, Шлиссельбургский проспект), не сохранился;
- Памятник В. Володарскому (1918, бульвар Профсоюзов), не сохранился; скульптор Михаил Блох. Открыт 22 июня 1919 г. Фигура в рост. Гипс тонированный. Взорван контрреволюционерами вскоре после открытия.
- Памятник А. И. Герцену, скульптор Л. В. Шервуд[30] (1919, у Литейного моста), не сохранился;
- Памятник О. Бланки (1919, площадь Балтийского вокзала), не сохранился;
- Памятник Д. Гарибальди, скульптор К. Зале[30] (1919, Международный проспект);
- Памятник В. Рентгену, скульптор Н. А. Альтман (1920, улица Рентгена, перед домом № 8). В 1928 году заменён памятником работы В. А. Синайского по эскизу Альтмана;
- Памятник Н. А. Некрасову, скульптор В. В. Лишев (1922, сад «Прудки»), в 1946 году перенесён на Литейный проспект (сквер перед домом № 37);
- Памятник Н. Г. Чернышевскому, скульптор Теодор Залькалн (1918, Сенатская площадь)[30].

Среди памятников, воздвигнутых в 20-е годы по плану «монументальной пропаганды» в Санкт-Петербурге, сохранились:
- Памятник Героям Революции, архитектора Л. В. Руднева, сооружённый на Марсовом поле и открытый 7 ноября 1919, планировка и озеленение Марсова поля осуществлены по проекту академика И. А. Фомина. В 1957 году в центре мемориала зажжён Вечный огонь;
- Памятник Плеханову перед зданием Технологического института в Санкт-Петербурге (двухфигурная композиция: Плеханов, произносящий речь с кафедры и фигура молодого рабочего у подножья трибуны со знаменем), Московский просп., 26, Загородный просп., 49 (скульпторы И. Я. Гинцбург, М. Я. Харламов, архитектор Я. Г. Гевирц). Открыт 3 мая 1925 года. Памятник монументального искусства Федерального значения.[45]

К началу XXI века в Санкт-Петербурге, сооружены следующие памятники из списка входящего в «План монументальной пропаганды»:
- Революционерам и общественным деятелям: Марксу, Энгельсу, Плеханову и Володарскому.
- Писателям и поэтам: Достоевскому, Пушкину, Гоголю, Чернышевскому, Добролюбову, Некрасову и Шевченко.
- Философам и ученым: Ломоносову и Менделееву.
- Художникам: Шубину и Козловскому.
- Композиторам: Мусоргскому.[46][47]

### В Киеве
- Памятник В. И. Ленину (1918, Софийская площадь), не сохранился;
- Памятник К. Марксу, скульптор И. М. Чайков (1919, Советская площадь), уничтожен в 1921 г. при взятии Киева Белой армией;
- Памятник Ф. Энгельсу (1919, Красноармейская улица), не сохранился;
- Памятник Я. М. Свердлову (1919, площадь Революции), не сохранился;
- Памятник К. Либкнехту, скульптор И. М. Чайков (1919, Театральная площадь), уничтожен в 1921 г. при взятии Киева Белой армией;
- «Октябрьская революция» (1919, Софийская площадь), не сохранился;
- «Вожди революции» (1919, Караваевская площадь), не сохранился;
- Памятник Всеобучу (1919, Советская площадь), не сохранился;
- Памятник Т. Г. Шевченко (1919, площадь III интернационала), не сохранился;
- Памятник Т. Г. Шевченко (1920, Советская площадь), не сохранился.

### В других городах
- Саратов: памятники Радищеву и Белинскому;
- Минск: «Красноармеец» (1919)
- Омск: «Октябрьская революция», скульптор И. Д. Шадр (1919);
- Калуга: памятник Марксу, скульптор И. Г. Манизер (1920);
- Симбирск: памятник Марксу, скульптор С. Д. Меркуров, архитектор В. А. Щуко (1921);
- Клин: «Революция», скульптор В. И. Мухина.

### Сноски
1. ↑  Опубликован в «Известиях ВЦИК» от 14 апреля 1918 года и в «Собрании узаконений РСФСР» № 31 от 15 апреля 1918 года.
2. ↑  Здесь и далее информация по памятникам, мемориальным доскам и знакам приведена по списку, составленному А. Стригалёвым[2], с необходимыми дополнениями и уточнениями.
3. ↑  Информация о надписях агитационного характера приведена по изданию «Вся Москва: Адресная и справочная книга на 1925 год»[36], с необходимыми дополнениями и уточнениями.